# Marcel Höhlig
Marcel Höhlig (Rodewisch, RDA, 14 de abril de 1979) es un deportista alemán que compitió en esquí en la modalidad de combinada nórdica. 
Participó en los Juegos Olímpicos de Salt Lake City 2002, obteniendo una medalla de plata en la prueba por equipo (junto con Björn Kircheisen, Georg Hettich y Ronny Ackermann).

## Palmarés internacional
| Juegos Olímpicos | Juegos Olímpicos                | Juegos Olímpicos | Juegos Olímpicos         |
| Año              | Lugar                           | Medalla          | Prueba                   |
| ---------------- | ------------------------------- | ---------------- | ------------------------ |
| 2002             | Salt Lake City (Estados Unidos) | Medalla de plata | TN + 4 × 5 km por equipo |